# トンドルベイビー
「㌧㌦ベイビー」は、桃井はるこの楽曲。自身が作詞・作曲を手掛けた。桃井の2枚目のシングルとして2005年（平成17年）7月27日に Mellow Headから発売された。

## 概要
UNDER17解散後としては実質的に1作目のシングルである。表題曲の「㌧㌦ベイビー」は、テレビアニメ『あかほり外道アワーらぶげ』のエンディングテーマとして使われている。ジャケットでは、表題通り桃井が赤ちゃんに扮している。

## 収録曲
（全作詞・作曲：桃井はるこ、編曲：manzo） 
1. ㌧㌦ベイビー
2. 英語と恋はうまくならない
3. ㌧㌦ベイビー （Off Vocal）
4. 英語と恋はうまくならない （Off Vocal）